# Алмазы (фильм)
«Алма́зы» — советский художественный фильм о труде геологов в первые послевоенные годы, снят на Свердловской киностудии по роману Николая Асанова «Волшебный камень». Вышел на экраны 16 декабря 1947 года.

## Сюжет
Молодой геолог Сергей Нестеров (Всеволод Санаев), вернувшись с фронта, намерен продолжить прерванную войной работу по изысканию промышленных залежей уральских алмазов. Своим рвением Сергей удивляет начальника, ставит в неловкое положение свою невесту Варвару (Нина Алисова) и даёт прекрасный повод другим геологам поиздеваться над собой. Но Сергей твёрдо идёт к цели и, в конце концов, вместе с Христиной находит богатейшие залежи алмазов.

## Производство
Из-за необходимости эпизода с обвалом, в качестве натуры были выбраны алтайские горы, куда и была организована киноэкспедиция. Съёмки велись продолжительное время и в разных вариантах, часть материала забраковывалась. Наконец, был приглашён Иван Правов, сумевший довести работу до окончания.

## Роли и исполнители
- Василий Ванин — Игнат Петрович Саламатов, секретарь Красногорского райкома
- Всеволод Санаев — Сергей Нестеров, геолог
- Нина Алисова — Варвара Меньшикова, геолог, невеста Сергея
- Лидия Седова — Христина, лесничиха
- Евгений Агуров — Борис Палехов, начальник экспедиции
- Иоаким Максимов-Кошкинский — Филипп Иваныч Иляшев
- Анастасия Кожевникова — мать Христины, Марья Семёновна

В эпизодах
- Сергей Прищепа
- Тамара Залевская
- Лидия Старокольцева

## Съёмочная группа
- Художественный руководитель — Александр Мачерет
- Сценарий Николая Асанова
- Режиссёры: Иван Правов, Александр Оленин
- Главный оператор — Александр Сигаев
- Художник — Виктор Крылов
- Композитор — Клара Кацман
- Звукооператор — Евгений Нестеров
- Оператор — Юрий Разумов
- Текст песен — Константин Мурзиди
- Директор картины — Григорий Лукин

## Критика
Картина в числе других, выпущенных Свердловской киностудией, была причислена к художественно «беспомощным». В частности, критике подвергся выбор Алтая в качестве натуры, досталось и идеологической трактовке постановки:

У геолога Нестерова, основного героя картины, нет твёрдой научной почвы под ногами. Все свои предположения он строит на песке. И, как ни странно, секретарь райкома партии верит в успех Нестерова. Его уверенность основана не на теоретических данных, а на том, что Нестеров… бывший офицер. Создаётся впечатление, что Нестеров одержал победу случайно, вопреки науке.
— Михаил Меньшиков, «Комсомольская правда» № 14 1948